# Oslava (Oskava)
Die Oslava (deutsch Oslawa), auch Loučka ist ein linker Zufluss der Oskava in Tschechien.

## Geographie
Die Oslava entspringt im Niederen Gesenke am Südwesthang des Stráň (Kargerberg, 670 m) in 600 m ü. NN im Dorf Ondřejov. Sie fließt nach Südwesten durch ein tief eingeschnittenes bewaldetes und unbesiedeltetes Tal im Naturpark Sovinecko, an dem lediglich das Forsthauses Strálecká gelegen ist. In der nahen Umgebung liegen die Dörfer Rešov, Těchanov, Sovinec und Křivá. Die erste Ansiedlung im Tal ist Valšův Důl. Bei Horní Dlouhá Loučka fließt die Oslava in die mährische Ebene ein. Am weiteren Lauf liegen die Orte Dlouhá Loučka und Horní Sukolom. An der Fojtský Mlýn bei Nová Dědina mündet die Oslava nach 19,9 km in 242 m ü. NN in die Oskava. Das Einzugsgebiet des Flusses beträgt 101,7 km². An der Mündung hat sie einen durchschnittlichen Wasserdurchfluss von 0,85 m³/s.

## Zuflüsse
- Stránský potok (l), bei Stránské
- Ondřejovský potok (r), oberhalb des Forsthauses Strálecká
- Strálecký potok (r), am Forsthaus Strálecká
- Smrčina (l), am Berg Sovinec (616 m) bei Rešov
- Těchanovský potok (l), am Berg Ostrý (519 m)
- Sovinecský potok (l), in Valšův Důl
- Huntava (r), in Valšův Důl
- Rakovec (r), unterhalb Dlouhá Loučka
- Plinkoutský potok (r), unterhalb Horní Sukolom